# Wielicka Siklawa

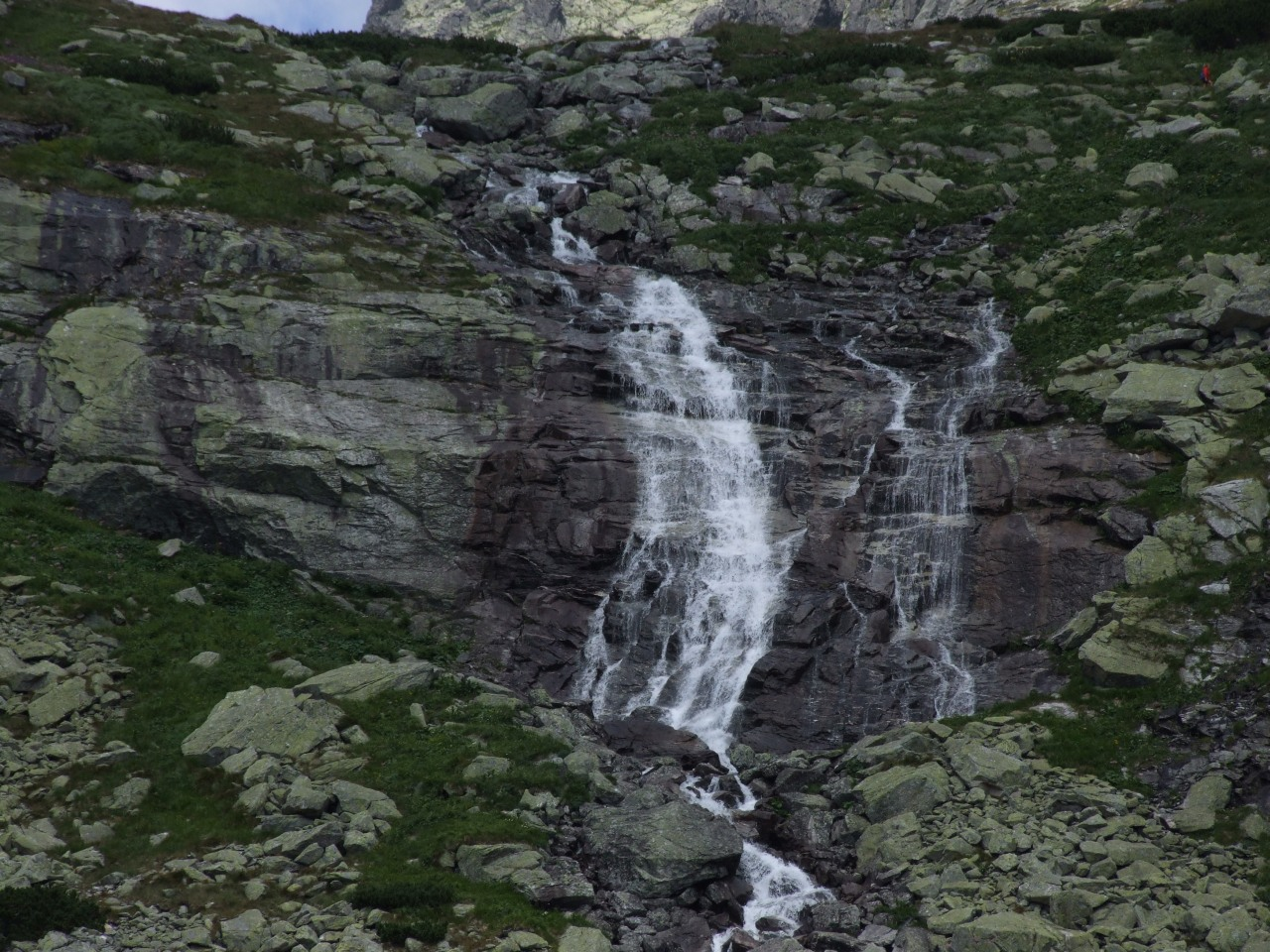
Wielicka Siklawa

Wielicka Siklawa (słow. Velický vodopád, niem. Felker Wasserfall, węg. Felkai-vízesés) – wodospad w Dolinie Wielickiej, znajdujący się powyżej Wielickiego Stawu w słowackich Tatrach Wysokich. Kaskadę tworzy Wielicka Woda, która opada z wysokiego progu Doliny Wielickiej, tzw. Mokrej Wanty. Wodospad jest charakterystycznym elementem scenerii tej doliny.

## Szlaki turystyczne
– obok wodospadu przechodzi zielony szlak z Tatrzańskiej Polanki, który biegnie wzdłuż Wielickiej Wody nad Wielicki Staw i dalej na przełęcz Polski Grzebień.
- Czas przejścia z Tatrzańskiej Polanki nad Wielicki Staw: 1:45 h, ↓ 1:15 h
- Czas przejścia znad stawu na Polski Grzebień: 2 h, ↓ 1:30 h